# Pierre-Paul Lemercier de La Rivière de Saint-Médard

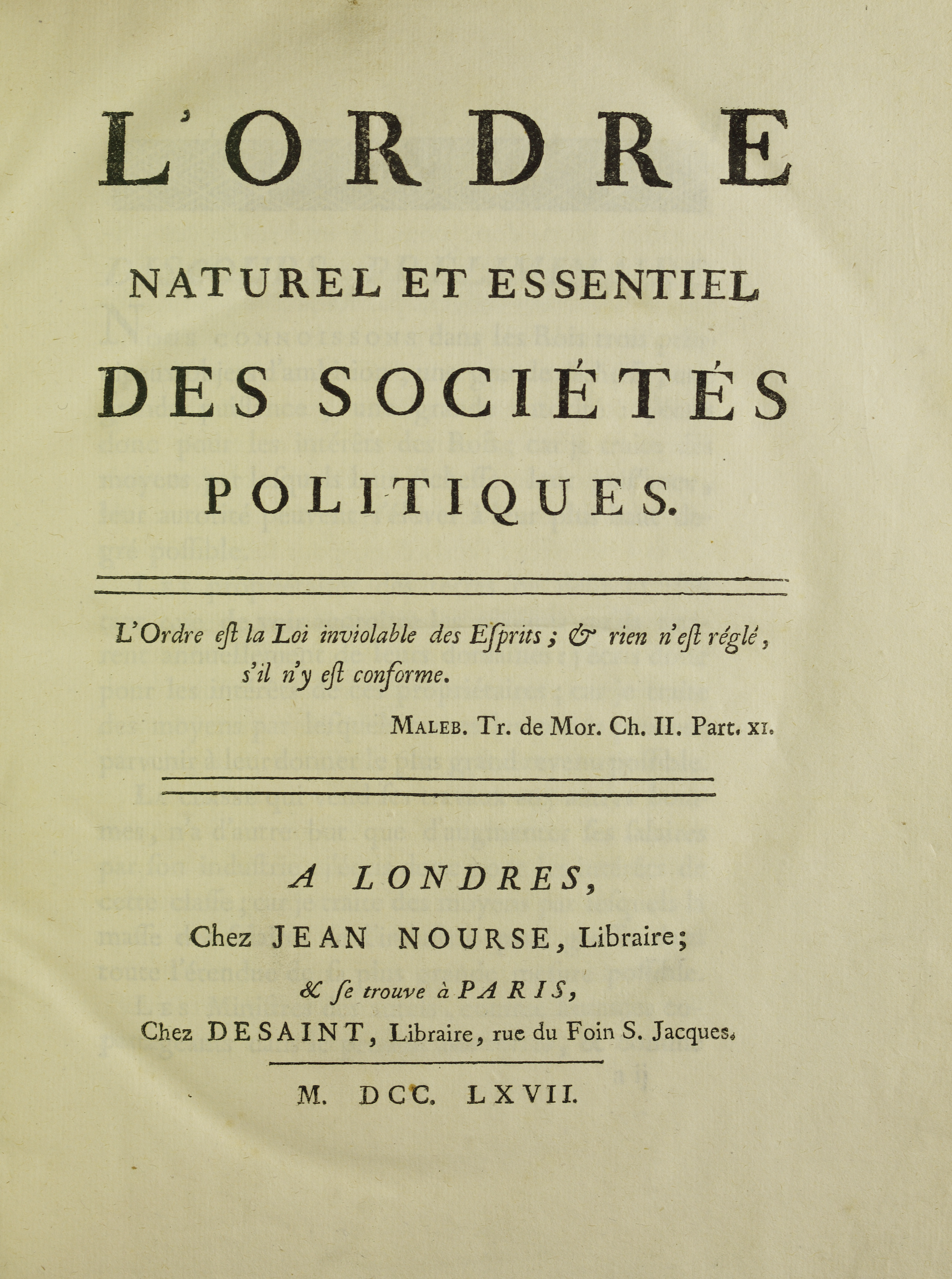
Ordre naturel et essentiel des sociétés politiques, 1767

Pierre-Paul Lemercier de La Rivière de Saint-Médard (Saumur, 10 marzo 1719 – Grigny, 27 novembre 1801) è stato un economista, amministratore coloniale e fisiocratico francese.

## Biografia
Intendente generale della Martinica, ipotecò e perse tutto il suo patrimonio per sostenere le finanze della colonia. Richiamato in patria, scrisse nel 1767 l'Ordre naturel et essentiel des sociétés politiques e collaborò attivamente al Journal de l'agricolture di Pierre Samuel Dupont de Nemours. Fu uno dei sostenitori della dottrina fisiocratica.

## Opere
- (FR) Pierre-Paul Mercier de La Rivière, Ordre naturel et essentiel des sociétés politiques[collegamento interrotto], A Londres, Jean Desaint, John Nourse, 1767. URL consultato il 20 giugno 2015.